# Млодзешин (гміна)
Гміна Млодзешин (пол. Gmina Młodzieszyn) — сільська гміна у центральній Польщі. Належить до Сохачевського повіту Мазовецького воєводства.
Станом на 31 грудня 2011 у гміні проживало 5595 осіб.

## Площа
Згідно з даними за 2007 рік площа гміни становила 117.07 км², у тому числі:
- орні землі: 67.00%
- ліси: 25.00%

Таким чином, площа гміни становить 16.01% площі повіту.

## Населення
Станом на 31 грудня 2011:
| Опис     | Загалом | Загалом | Чоловіки | Чоловіки | Жінки | Жінки |
| -------- | ------- | ------- | -------- | -------- | ----- | ----- |
| одиниця  | осіб    | %       | осіб     | %        | осіб  | %     |
| все      | 5595    | 100     | 2774     | 49.58    | 2821  | 50.42 |
| міське   | 0       | 100     | 0        |          | 0     |       |
| сільське | 5595    | 100     | 2774     | 49.58    | 2821  | 50.42 |

## Сусідні гміни
Гміна Млодзешин межує з такими гмінами: Брохув, Вишоґруд, Ілув, Рибно, Сохачев, Сохачев.